# Vitesse in het seizoen 1897/98
|             | Eerste klasse Oost | Kampioenschap van Nederland | Totaal |
| ----------- | ------------------ | --------------------------- | ------ |
| Wedstrijden | 8                  | 1                           | 9      |
| Gewonnen    | 5                  | 0                           | 5      |
| Gelijk      | 3                  | 0                           | 3      |
| Verloren    | 0                  | 1                           | 1      |
| Thuis       | 4                  | 0                           | 4      |
| Uit         | 4                  | 0                           | 4      |
| Neutraal    | 0                  | 1                           | 1      |
| Doelsaldo   | +20                | −2                          | +18    |
| voor        | 32                 | 2                           | 34     |
| tegen       | 12                 | 4                           | 16     |
| ‘De Nul’    | 2                  | 0                           | 2      |

Vitesse kwam in het seizoen 1897/1898 voor het tweede seizoen uit in de Eerste klasse Oost van de Nederlandse Voetbal Bond (NVB).

## Samenvatting
In het zesde seizoen van haar bestaan speelde Vitesse competitiewedstrijden in de Eerste klasse Oost van de NVB. Vitesse werd voor de tweede keer ongeslagen kampioen van deze competitie en voor het eerst was er een beslissingswedstrijd tegen de kampioen van divisie West (RAP) om het landskampioenschap.
Op 24 april 1898 werd de wedstrijd om het landskampioenschap gespeeld op neutraal terrein bij Hercules in Utrecht. Binnen enkele minuten raakte Vitesse de paal van het doel van de tegenstander, maar na ongeveer een half uur was het Hisgen van RAP die binnen enkele minuten twee keer scoorde. Voor de rust deed Willem Hesselink wat terug met een bal door de benen van de doelman: 2–1. Een kwartier in de tweede helft viel de derde treffer van RAP, waarna Vitesse het initiatief overnam. De voorsprong werd teruggebracht tot 3–2 na een actie van De Villeneuve, maar Vitesse kwam ondanks aandringen niet tot een derde treffer. Het laatste doelpunt kwam wederom op naam van Hisgen, nadat RAP ook het houtwerk van het Vitesse-doel al geraakt had. De Amsterdammers werden zo nationaal kampioen met 4–2 als eindstand.
Er was dit seizoen nog geen bekertoernooi.
Vitesse speelde in een clubtenue bestaande uit een "witte trui met blauwe sjerp", refererend aan de stadskleuren van Arnhem.

## Selectie en statistieken
Legenda
| - W Wedstrijden - Doelpunten | - B Basisplaatsen - In Wissels In - Uit Wissels Uit |

| Nat.               | Spelersnaam           | Eerste klasse Oost | Eerste klasse Oost | Eerste klasse Oost | Eerste klasse Oost | Eerste klasse Oost |  | Kampioenschap van Nederland | Kampioenschap van Nederland | Kampioenschap van Nederland | Kampioenschap van Nederland | Kampioenschap van Nederland |  | Totaal | Totaal | Totaal | Totaal | Totaal |
| Nat.               | Spelersnaam           | W                  |                    | B                  | In                 | Uit                |  | W                           |                             | B                           | In                          | Uit                         |  | W      |        | B      | In     | Uit    |
| ------------------ | --------------------- | ------------------ | ------------------ | ------------------ | ------------------ | ------------------ |  | --------------------------- | --------------------------- | --------------------------- | --------------------------- | --------------------------- |  | ------ | ------ | ------ | ------ | ------ |
| Vlag van Nederland | Rudy d'Arnaud Gerkens | 5                  | 0                  | 5                  | 0                  | 0                  |  | 1                           | 0                           | 1                           | 0                           | 0                           |  | 6      | 0      | 6      | 0      | 0      |
| Vlag van Nederland | Petrus van den Berg   | 1                  | 0                  | 1                  | 0                  | 0                  |  | 0                           | 0                           | 0                           | 0                           | 0                           |  | 1      | 0      | 1      | 0      | 0      |
| Vlag van Nederland | Bernhard Fabius       | 2                  | 0                  | 2                  | 0                  | 0                  |  | 0                           | 0                           | 0                           | 0                           | 0                           |  | 2      | 0      | 2      | 0      | 0      |
| Vlag van Nederland | Charles Goedvriend    | 6                  | 1                  | 6                  | 0                  | 0                  |  | 1                           | 0                           | 1                           | 0                           | 0                           |  | 7      | 1      | 7      | 0      | 0      |
| Vlag van Nederland | Piet Hendriks         | 8                  | 9                  | 8                  | 0                  | 0                  |  | 1                           | 0                           | 1                           | 0                           | 0                           |  | 9      | 9      | 9      | 0      | 0      |
| Vlag van Nederland | Rein Hendriks         | 8                  | 0                  | 8                  | 0                  | 0                  |  | 1                           | 0                           | 1                           | 0                           | 0                           |  | 9      | 0      | 9      | 0      | 0      |
| Vlag van Nederland | Engbertus Hesslink    | 2                  | 0                  | 2                  | 0                  | 0                  |  | 0                           | 0                           | 0                           | 0                           | 0                           |  | 2      | 0      | 2      | 0      | 0      |
| Vlag van Nederland | Herman Hesselink      | 7                  | 1                  | 7                  | 0                  | 0                  |  | 1                           | 0                           | 1                           | 0                           | 0                           |  | 8      | 1      | 8      | 0      | 0      |
| Vlag van Nederland | Willem Hesselink      | 7                  | 3                  | 7                  | 0                  | 0                  |  | 1                           | 1                           | 1                           | 0                           | 0                           |  | 8      | 4      | 8      | 0      | 0      |
| Vlag van Nederland | Isaac Jacobsen        | 7                  | 1                  | 7                  | 0                  | 0                  |  | 1                           | 0                           | 1                           | 0                           | 0                           |  | 8      | 1      | 8      | 0      | 0      |
| Vlag van Nederland | Jan Jager             | 8                  | 0                  | 8                  | 0                  | 0                  |  | 1                           | 0                           | 1                           | 0                           | 0                           |  | 9      | 0      | 9      | 0      | 0      |
| Vlag van Nederland | Hendrik Lutjens       | 3                  | 0                  | 3                  | 0                  | 0                  |  | 0                           | 0                           | 0                           | 0                           | 0                           |  | 3      | 0      | 3      | 0      | 0      |
| Vlag van Nederland | Herman Meihuizen      | 5                  | 0                  | 5                  | 0                  | 0                  |  | 1                           | 0                           | 1                           | 0                           | 0                           |  | 6      | 0      | 6      | 0      | 0      |
| Vlag van Nederland | Frits Meijer          | 6                  | 2                  | 6                  | 0                  | 0                  |  | 0                           | 0                           | 0                           | 0                           | 0                           |  | 6      | 2      | 6      | 0      | 0      |
| Vlag van Nederland | Willy Reuhl           | 1                  | 0                  | 1                  | 0                  | 0                  |  | 0                           | 0                           | 0                           | 0                           | 0                           |  | 1      | 0      | 1      | 0      | 0      |
| Vlag van Nederland | Harry Roqué           | 2                  | 0                  | 2                  | 0                  | 0                  |  | 1                           | 0                           | 1                           | 0                           | 0                           |  | 3      | 0      | 3      | 0      | 0      |
| Vlag van Nederland | Johan van Rossum      | 2                  | 1                  | 2                  | 0                  | 0                  |  | 0                           | 0                           | 0                           | 0                           | 0                           |  | 2      | 1      | 2      | 0      | 0      |
| Vlag van Nederland | Willem van Rossum     | 1                  | 0                  | 1                  | 0                  | 0                  |  | 0                           | 0                           | 0                           | 0                           | 0                           |  | 1      | 0      | 1      | 0      | 0      |
| Vlag van Nederland | Louis de Villeneuve   | 7                  | 6                  | 7                  | 0                  | 0                  |  | 1                           | 1                           | 1                           | 0                           | 0                           |  | 8      | 7      | 8      | 0      | 0      |
| Onbekend           | Onbekend              | -                  | 7                  | -                  | -                  | -                  |  | -                           | -                           | -                           | -                           | -                           |  | -      | 7      | -      | -      | -      |
| Totaal             | Totaal                | 8                  | 32                 | 88                 | 0                  | 0                  |  | 1                           | 2                           | 11                          | 0                           | 0                           |  | 9      | 34     | 99     | 0      | 0      |
| Nat.               | Spelersnaam           | W                  |                    | B                  | In                 | Uit                |  | W                           |                             | B                           | In                          | Uit                         |  | W      |        | B      | In     | Uit    |
| Nat.               | Spelersnaam           | Eerste klasse Oost | Eerste klasse Oost | Eerste klasse Oost | Eerste klasse Oost | Eerste klasse Oost |  | Kampioenschap van Nederland | Kampioenschap van Nederland | Kampioenschap van Nederland | Kampioenschap van Nederland | Kampioenschap van Nederland |  | Totaal | Totaal | Totaal | Totaal | Totaal |

### Topscorers
| Nr.                         | Naam                        | Doelpunt(en) |
| --------------------------- | --------------------------- | ------------ |
| 1                           | Piet Hendriks               | 9            |
| 2                           | Louis de Villeneuve         | 6            |
| 3                           | Willem Hesselink            | 3            |
| 4                           | Frits Meijer                | 2            |
| 5                           | Charles Goedvriend          | 1            |
| 5                           | Herman Hesselink            | 1            |
| 5                           | Isaac Jacobsen              | 1            |
| 5                           | Johan van Rossum            | 1            |
| Onbekend                    | Onbekend                    | 7            |
| Eigen doelpunt tegenstander | Eigen doelpunt tegenstander | 1            |
| Totaal                      | Totaal                      | 32           |

| Nr.    | Naam                | Doelpunt(en) |
| ------ | ------------------- | ------------ |
| 1      | Willem Hesselink    | 1            |
| 1      | Louis de Villeneuve | 1            |
| Totaal | Totaal              | 2            |

| Nr.                         | Naam                        | Doelpunt(en) |
| --------------------------- | --------------------------- | ------------ |
| 1                           | Piet Hendriks               | 9            |
| 2                           | Louis de Villeneuve         | 6            |
| 3                           | Willem Hesselink            | 4            |
| 4                           | Frits Meijer                | 2            |
| 5                           | Charles Goedvriend          | 1            |
| 5                           | Herman Hesselink            | 1            |
| 5                           | Isaac Jacobsen              | 1            |
| 5                           | Johan van Rossum            | 1            |
| Onbekend                    | Onbekend                    | 7            |
| Eigen doelpunt tegenstander | Eigen doelpunt tegenstander | 2            |
| Totaal                      | Totaal                      | 34           |

## Wedstrijden
Bron: Vitesse Statistieken
| Legenda    |
| ---------- |
| Winst      |
| Gelijkspel |
| Verlies    |

### Eerste klasse Oost
| Datum            | Thuis    | Uitslag    | Uit      | Doelpuntenmakers Vitesse                                                  | Bijzonderheden |
| ---------------- | -------- | ---------- | -------- | ------------------------------------------------------------------------- | -------------- |
| 24 oktober 1897  | EFC PW   | 0–10 (0–5) | Vitesse  | P. Hendriks (7x; 0–1, 0–2, 0–4, 0–5, ?, ?), De Villeneuve (3x; 0–3, ?, ?) |                |
| 21 november 1897 | Vitesse  | 2–1 (1–1)  | Go Ahead | W. Hesselink (1–0), De Villeneuve (2–1)                                   |                |
| 12 december 1897 | Vitesse  | 5–3 (4–1)  | Quick    | W. Hesselink (3–0), De Villeneuve (?), ? (?, ?, ?)                        |                |
| 16 januari 1898  | UD       | 0–1 (0–0)  | Vitesse  | Jacobsen (0–1)                                                            |                |
| 30 januari 1898  | Vitesse  | 7–1 (3–1)  | EFC PW   | Rossum (1–0), Meijer (2–0), P. Hendriks (3–0), ? (4–1, 5–1, 6–1, 7–1)     |                |
| 13 februari 1898 | Go Ahead | 3–3 (1–2)  | Vitesse  | Meijer (0–1), H. Hesselink (1–2), W. Hesselink (3–3)                      |                |
| 13 maart 1898    | Vitesse  | 2–2 (2–1)  | UD       | De Villeneuve (1–0), ? (e.d.; 2–?)                                        |                |
| 27 maart 1898    | Quick    | 2–2 (1–0)  | Vitesse  | P. Hendriks (2–1), Goedvriend (2–2)                                       |                |

### Kampioenschap van Nederland
| 24 april 1898, 14:00 uur | RAP                                         | 4–2 (2–1) | Vitesse                                      | Opstelling RAP                                                                                                | Opstelling Vitesse |  |
| Stadion: Nederlandsche Sportpark (Hoogeland), Utrecht Toeschouwers: 750 C.W. van Hasselt Assistenten: Warner Assistenten: ? | (1–0, 2–0, 4–2) Hisgen 3× (3–1) Kampschreur |           | W. Hesselink (2–1) Louis de Villeneuve (3–2) | Rincker, Van der Linde, Potter, Schröder, Lieftinck, Hülsmann, Kampschreur, De Bruijn, Elias, Hisgen, Zweerts | D'Arnaud Gerkens, R. Hendriks, Jager, H. Hesselink, Jacobsen, Meihuizen, Roqué, P. Hendriks, De Villeneuve, W. Hesselink, Goedvriend |  |
| Stadion: Nederlandsche Sportpark (Hoogeland), Utrecht Toeschouwers: 750 C.W. van Hasselt Assistenten: Warner Assistenten: ? |                                             |           |                                              | Rincker, Van der Linde, Potter, Schröder, Lieftinck, Hülsmann, Kampschreur, De Bruijn, Elias, Hisgen, Zweerts | D'Arnaud Gerkens, R. Hendriks, Jager, H. Hesselink, Jacobsen, Meihuizen, Roqué, P. Hendriks, De Villeneuve, W. Hesselink, Goedvriend |  |
| Stadion: Nederlandsche Sportpark (Hoogeland), Utrecht Toeschouwers: 750 C.W. van Hasselt Assistenten: Warner Assistenten: ? |                                             |           |                                              | Rincker, Van der Linde, Potter, Schröder, Lieftinck, Hülsmann, Kampschreur, De Bruijn, Elias, Hisgen, Zweerts | D'Arnaud Gerkens, R. Hendriks, Jager, H. Hesselink, Jacobsen, Meihuizen, Roqué, P. Hendriks, De Villeneuve, W. Hesselink, Goedvriend |  |
| Bijz.: Op basis van "Het sportblad", "De Telegraaf", "Rotterdamsch nieuwsblad", "Arnhemsche courant" worden verschillende doelpuntenmakers gegeven. Het derde doelpunt van RAP wordt ook aan Hisgen i.p.v. Kampschreur toegeschreven, het tweede Vitesse-doelpunt ook als eigen doelpunt. |                                             |           |                                              | | |  |

### Oefenwedstrijden
| Datum            | Thuis   | Uitslag   | Uit               | Doelpuntenmakers Vitesse                                                                | Bijzonderheden |
| ---------------- | ------- | --------- | ----------------- | --------------------------------------------------------------------------------------- | -------------- |
| 25 december 1897 | Vitesse | 4–0 (2–0) | Rotterdams elftal | ?                                                                                       |                |
| 9 april 1898     | Vitesse | 7–0 (1–0) | English Wanderers | P. Hendriks (3x; 4–0, 5–0, 6–0), W. Hesselink (2x; 1–0, 7–0), Goedvriend (2x; 2–0, 3–0) |                |

## Eindstand Eerste klasse Oost 1897/'98
Bron: Arjan Molenaar & Rien Bor, 111 jaar Vitesse: De sportieve geschiedenis van Vitesse 1892-2003, Arnhem, 2003. ISBN 90-9017300-5
| Pos. | Club     | Plaats     | GS | W | G | V | Pnt. | DS          |
| ---- | -------- | ---------- | -- | - | - | - | ---- | ----------- |
| 1    | Vitesse  | Arnhem     | 8  | 5 | 3 | 0 | 13   | +20 (32-12) |
| 2    | Go Ahead | Wageningen | 8  | 5 | 1 | 2 | 11   | +20 (28-8)  |
| 3    | Quick    | Nijmegen   | 8  | 2 | 3 | 3 | 7    | +0 (15-15)  |
| 4    | UD       | Deventer   | 8  | 1 | 3 | 4 | 5    | −8 (8-16)   |
| 5    | EFC PW   | Enschede   | 8  | 1 | 2 | 5 | 4    | −32 (8-40)  |